# Mohammed I van Córdoba
Mohammed I (823-886), voluit Abû `Abd Allah Muhammad ben `Abd ar-Rahman (Arabisch: أبو عبد الله محمد بن عبد الرحم), was emir van Córdoba vanaf 852 tot 886.
Momahmmed I was de zoon van Abd ar-Rahman II en volgde hem op in 852, en behoorde tot de familie Omajjaden van Andalusië.

## Biografie
Nog maar nauwelijks emir moest hij een opstand van de bevolking van Toledo onderdrukken, die werd begonnen door de christenen en die werden ondersteund door koning Ordoño I van Asturië. Mohammed I versloeg de opstandelingen en hun geallieerden in de nabijheid van de stad.
Volgens de christelijke visie kwam het onder Abd ar-Rahman II en Mohammed I in Spanje tot bloedige christenvervolgingen. Er vonden massale terechtstellingen plaats omstreeks 850. Martelaren waren onder meer Eulogius, Columba, Pomposius.
Madrid werd gesticht onder de naam “Margerit” onder het bewind van Mohammed I van Cordoba, die op de locatie van het huidige Koninklijk Paleis van Madrid een eerste kasteel bouwde.
Met de Frankische keizer Karel de Kale sloot hij vriendschapsbanden, waarbij hij overeenkwam Barcelona en Frankisch Septimanië ongemoeid te laten.